# انتخابات مجلس الأمة الكويتي 2020
انتخابات مجلس الأمة 2020 هي الانتخابات البرلمانية الثامنة عشرة في تاريخ الكويت، والتي أُجريت في تاريخ 5 ديسمبر من عام 2020.

## الدعوة للترشح
في 19 أكتوبر 2020، وافق مجلس الوزراء الكويتي على مرسوم الدعوة للانتخابات في تاريخ 5 ديسمبر 2020 بالنظام الانتخابي «الصوت الواحد» لكل ناخب، ويفتح باب التسجيل في تاريخ 26 أكتوبر حتى 4 نوفمبر 2020، ومن شروط الترشح أن يكون:
1. كويتي الجنسية بصفة أصلية وفقًا للقانون.
2. أن يكون اسمه مدرجًا في أحد جداول الانتخاب.
3. ألا يقل سنة يوم الانتخاب عن 30 سنة ميلادية.
4. أن يُجيد قراءة اللغة العربية وكتابتها.
5. ألا يكون قد سبق الحكم عليه بعقوبة جناية أو في جريمة مخلة بالشرف أو بالأمانة ما لم يكن قد رد إليه اعتباره، كما يحرم من الانتخابات كل من أدين بحكم نهائي في جريمة المساس بالذات الالهية أو الأنبياء أو الذات الأميرية.[2][3]

وتقدم في اليوم الأول 93 مرشحًا، بينهم 8 نساء لخوض الانتخابات. وتقدم في اليوم الثاني 45 مُرشحًا ومُرشحة ليُصبح العدد الإجمالي 138 مُرشح. وفي 4 نوفمبر 2020 أُغلق باب تسجيل المُرشحون للانتخابات وأصبح العدد الإجمالي للمرشحون 395 مُرشح ومُرشحة.

### شراء الأصوات
أعلنت وزارة الداخلية الكويتية عن القبض على شبكة شراء أصوات لأحد المُرشحين المُحتملين لانتخابات مجلس الأمة في الدائرة الرابعة، وتم القبض على ستة مُواطنين كويتيون، وضبط مبلغ مالي قدره 2,779 دينار كويتي (نحو 9 آلاف دولار أمريكي)، و46 ظرف بداخل كل منها 200 دينار كويتي (نحو 650 دولارًا)، وتم حجز المُتهمين تمهيدًا لإحالتهم إلى جهة الاختصاص لاتخاذ الإجراءات القانونية اللازمة.

### تأجيل الانتخابات
كان احتمال تأجيل الانتخابات بسبب جائحة كورونا محل تداول الناس وبعض النواب، إلا أن هذا التأجيل يُعتبر غير دستوري لكونه مُخالفًا للمادة 107 التي تمنع التمديد إلا في حالة الحرب ووفق الشروط، حسب المحلل السياسي جابر باقر. وفي النهاية لم يتم التأجيل، وحُدد تاريخ 5 ديسمبر 2020 لإجراء الانتخابات البرلمانية وفق إتباع الاشتراطات الصحية، وفي 1 ديسمبر 2020، خصص مجلس الوزراء 6 مدارس لمُصابي كورونا للتصويت في الانتخابات بواقع مدرسة لكل مُحافظة.

## تشاوريات
في كل فترة انتخابية، يتم تزكية عدد من الناخبين عن طريقة ما يُسمى بـالفرعية أو التشاورية، وهو اجتماع تُقيمه بعض فئات المجتمع الكويتي، يتم فيه اخيار مُمثل لها في انتخابات مجلس الأمة، ليلتزم الحاضرون باختياره يوم الانتخاب. الفرعيات هي وسيلة شائعة في الكويت لضمان حصول مرشح أو مجموعة من المرشحين على عدد كافٍ من الأصوات يوم الانتخاب، لذلك يتم عقد العديد من التشاوريات، ولا تقتصر فرعية كل فئة على دائرة واحدة، فقد تُجرى أكثر من فرعية لنفس الفئة في مختلف الدوائر. يتم اليوم استخدام اسم تشاورية بدلاً من فرعية بسبب تجريم الفرعيات حسب القانون الكويتي، إلا أن هذا الاختلاف اسمي فقط حسب جريدة الراي الكويتية، وهو رأي يوافقها فيه كاتبا جريدة القبس علي البغلي ومحمد سندان. الفرعيات لا تقصتر على فئة معينة، إنما تشمل «قبائل» و«عوائل» و«تيارات» حسب النائب السابق نبيل الفضل، إلا أن النائب خالد الشطي صرح بأن الفرعيات المُقامة على أساس عرقي غير مقبولة لما تسببه من انقسام.
نقلت جريدة القبس عن مصادر حكومية رفيعة بأن الحكومة الكويتية ترصد جميع الأشخاص الذين يقومون بالفرعيات حيثُ ذكرت «إن إقامة الفرعيات مرفوضة قانوناً وصحياً»، حيث سبق وأن رفعت وزارة الصحة توصيات بتجنب إقامة مثل تلك التجمعات كونها مُخالفة للاشترطات الصحية، مما قد يتسبب في انتشار أكبر لجائحة فيروس كورونا، وأكدت الحكومة بأن وزارة الداخلية تُتابع كل ما يتعلق بمُخالفة القوانين، حيثُ ذكرت بأن سيتم إحالة جميع المُخالفين إلى النيابة العامة بعد إنهاء جميع الإجراءات. وفي 14 سبتمبر (أيلول) 2020، قالت وزارة الداخلية أنها قامت برصد 9 انتخابات فرعية وستتخذ كافة الإجراءات القانونية بحقها.

### تشاورية العجمان
- الدائرة الرابعة: جرت عملية انتخاب ممثل تشاورية قبيلة العجمان في 16 نوفمبر (تشرين الثاني) 2019، وانتهت بفوز النائب مبارك الحجرف برصيد 1,091 صوت وحصل مُنافسه فلاح العتل على 939 صوت، وبذلك يكون مبارك الحجرف مُمثلاً لقبيلة العجمان بالدائرة الرابعة في انتخابات مجلس الأمة 2020.[17]
- الدائرة الخامسة: أُقيمت تشاورية قبيلة العجمان للدائرة الخامسة بوقت مُبكر، وأعلنت عن 3 فائزين وهم النائب الحالي محمد الحويلة والنائب السابق الصيفي مبارك الصيفي والمُرشح مبارك بن خجمه.[18]

### تشاورية شمر
بتاريخ 5 سبتمبر (أيلول) 2020، أُجريت تشاورية قبيلة شمر، شارك في التشاورية حوالي 2,150 ناخبًا و17 مُرشَّحًا. وانتهت التشاورية بتزكية النائب السابق سلطان اللغيصم مُمثلًا لها في الدائرة الانتخابية الرابعة بعد حصوله على 762 صوت، بينما حصل مُنافسه مرزوق الخليفة على 732 صوت وخسر التشاورية، وقد احتفل مؤيدو اللغيصم «حتى ساعات الصباح الأولى». أكد اللغيصم بعد نجاحه على حرصه على قضايا ناخبيه والوطن. بعد إعلان النتائج بساعات، طعن مرزوق الخليفة بنتائج التشاورية بسبب وجود تلاعب في الأصوات، ورفضت اللجنة الطعن وأكدت بأن النتائج سليمة، والفائز هو سلطان اللغيصم. ثُم أعلن مرزوق الخليفة على إقامة مؤتمرًا صحفيًا في منزله بالجهراء ليُعلن بأنهُ سيخوض انتخابات مجلس الأمة الكويتي 2020 وذلك بسبب عدم حيادية اللجنة بالنظر في الطعن.

### تشاورية العوازم
- الدائرة الأولى: أُجريت تشاورية قبيلة العوازم للدائرة الأولى بتاريخ 5 سبتمبر (أيلول) 2020 بمُشاركة 15 مرشحًا و6060 ناخبًا، وانتهت بتزكية عضو المجلس البلدي يوسف الغريب في المركز الأول بـ2,635 صوت، وحصل المحامي والنائب السابق أحمد الشحومي على المركز الثاني بـ1,832 صوت، وفازا بالتشاورية.[22][23][24] وشهدت التشاورية سقوط كلاً من النائبان السابقان مخلد العازمي ومحمد الهدية.
- الدائرة الثانية: أُجريت تشاورية قبيلة العوازم للدائرة الثانية بتاريخ 5 سبتمبر (أيلول) 2020 بمُشاركة 1,800 ناخبًا، وانتهت بتزكية سلمان الحليلة في المركز الأول وحصل على بـ584 صوت وفاز بالتشاورية، بينما حصل النائب السابق راشد الهبيدة على المركز الثاني بـ442 صوت وخسر التشاورية.[25][26]
- الدائرة الخامسة: أعلنت تشاورية العوازم في الدائرة الخامسة عن فوز 4 مُرشحين وهم النائب السابق أحمد مطيع العازمي بالمركز الأول بمجموع 2,465 صوت، جاء حمود مبرك ثانياً بـ2,240 صوت، والنائب السابق جابر المحيلبي ثالثًا بـ1,988 صوت، والنائب السابق مرزوق الحبيني رابعاً بـ1,902 صوت. قد كان إجمالي الأصوات 16,626 من أصل 20,555 لهم حق التصويت.[27][28]

### تشاورية مطير
- الدائرة الرابعة: في 9 أكتوبر 2019، أُجريت تشاورية قبيلة مطير في الدائرة الرابعة بوقت مُبكر، حيثُ قام كل فخذ من القبيلة بترشيح مُرشح واحد لها، زكى فخذ «أولاد علي» مُرشحها فايز غنام الجمهور، فيما زكى فخذ «واصل» المُرشح مساعد العارضي، وفخذ «الدياحيين» زكى فرز الديحاني، وفخذ «العبادل» المُرشح نايف بن شرار، وأخيرًا فخذ «علوى» زكى المُرشح سعود بوصليب، وبالتالي يكون هُناك 5 مُرشحين مُمثلين لقبيلة مطير في انتخابات مجلس الأمة 2020.[18][29]
- الدائرة الخامسة: في 12 سبتمبر 2020، أُجريت تشاورية قبيلة مطير عن الدائرة الخامسة، وفاز النائب ماجد مساعد المطيري بتشاورية مطير للدائرة الخامسة بعد حصوله على 1,928 صوتًا بينما حصل مُنافسه د. صالح ذياب الشلاحي على 1,608 صوت.[30] وبعد وقت قليل من إعلان النتائج، اعترض د. صالح ذياب الشلاحي على النتائج مؤكدًا بأن حدثت مُمارسات شابت عملية التزكية وأثرت على النتيجة، وأعلن ترشحه في انتخابات مجلس الأمة الكويتي 2020.[18]

### تشاورية عتيبة
فاز النائب خالد مؤنس العتيبي بتشاورية عتيبة للدائرة الخامسة برصيد 1,487 صوت، وصرح عند فوزه قائلاً «حقوقكم تأخذونها بالقانون ومن دون واسطة النائب»

### تشاورية قحطان وبني هاجر
فاز النائب حمود الخضير بتشاورية قحطان وبني هاجر للدائرة الخامسة برصيد 1,546 صوت، وحصل مُنافسه النائب السابق دليهي الهاجري على 1,444 صوت وخسر التشاورية.

### تشاورية دواسر
أُقيمت تشاورية دواسر الدائرة الخامسة حيثُ فاز النائب ناصر الدوسري في التشاورية مُتقدمًا على مُنافسيه بفارق كبير.

### تشاورية بني غانم
زكت تشاورية بني غانم في الدائرة الرابعة مُمثلًا جديدًا لها حيثُ فاز المُرشح يوسف البذالي بعد حصوله على 267 صوت مُتفوقًا على المُرشح بدر الماجدي الذي حصل على 253 صوت، وحصل النائب سعود الشويعر على 238 صوت وخسر التشاورية، ليُصبح أوائل النواب الحاليين الذين يخسرون مقعدهم في انتخابات مجلس الأمة 2020، وشهدت التشاورية أيضًا سقوط النائب السابق سعود الحريجي بحصوله على عدد قليل من الأصوات.

### تشاورية الظفير
في تاريخ 26 سبتمبر 2020، أُقيمت تشاورية قبيلة الظفير في الدائرة الرابعة، حيثُ شارك 13 مُرشحًا، وفاز بالتشاورية النائب ثامر السويط بفارق كبير عن أقرب مُنافسيه وهو النائب السابق خالد الشليمي ود. حسين جليعب السعيدي. وغرد ثامر السويط في تويتر بعد نجاحه وقال «وأعاهدكم أنني سأبقى كما كنت.. منحازاً للشعب، مُمثلاً للأمة، مدافعاً عنها مهما كانت المواقف أو النتائج.
مُمتنْ لمن منحني ثقته، ومن أعفاني منها، والشكر لزملائي وإخواني الفرسان على المنافسة الطيبة والشريفة، وأشكر اللجنة الموقرة والعاملين فيها. والشكر موصول لكل أبناء الوطن ودعمهم»

## أبرز المرشحين
قامت بعض الفئات والتيارات باختيار ممثليها مسبقًا، كما أعلن عدد من النواب السابقون نيتهم الترشح، وأعلن 7 من نواب مجلس الأمة الكويتي 2016 بأنهم لن يخوضوا انتخابات مجلس الأمة 2020 وهم: محمد الدلال، مبارك الحريص، محمد الهدية، سعود الشويعر، عبد الله الرومي، راكان النصف، طلال الجلال. أُفتتح باب الترشح رسميًّا في تاريخ 26 أكتوبر 2020 واستمر حتى 4 نوفمبر 2020:

### الدائرة الأولى
- عادل عباس الخضاري – ابن نائب سابق.
- فيصل الدويسان – نائب سابق.
- يوسف الزلزلة – نائب سابق.
- طلال عبد الحميد دشتي – ابن نائب سابق.
- عيسى الكندري – نائب حالي ووزير سابق.
- أحمد الشحومي – ممثل تشاورية العوازم، نائب سابق.
- يوسف الغريب – ممثل تشاورية العوازم.
- عادل الدمخي – نائب سابق.
- عبد الله الطريجي – نائب سابق.
- نيفين معرفي – محامية كويتية.
- خالد الشطي – نائب حالي.
- صالح عاشور – نائب حالي.
- كامل العوضي – نائب سابق.
- عدنان عبد الصمد – نائب حالي.
- أسامة الشاهين – نائب حالي.
- غدير أسيري – وزيرة سابقة.
- حسن جوهر – نائب سابق.
- محمد الكندري – نائب سابق.
- صلاح خورشيد – نائب حالي.

### الدائرة الثانية
- سلمان الحليله – ممثل تشاورية العوازم.
- خليل الصالح – نائب حالي.
- بدر الحميدي – وزير سابق.
- بدر الملا – نائب حالي.
- عودة الرويعي – نائب حالي.
- محمد المقاطع – خبير دستوري.
- حمد الهرشاني – نائب حالي.
- حامد البذالي – ممثل تشاورية بني غانم.
- حمد المطر – نائب سابق.
- خلف دميثير – نائب حالي.
- عبد الرحمن المطوع – وزير سابق.
- رياض العدساني – نائب حالي.
- عمر الطبطبائي – نائب حالي.
- مرزوق الغانم – نائب حالي.
- محمد المطير – نائب حالي.

### الدائرة الثالثة
- عبد الوهاب البابطين – نائب حالي.
- سعدون حماد العتيبي – نائب حالي.
- فارس العتيبي – نائب سابق.
- روضان الروضان – نائب ووزير سابق.
- صفاء الهاشم – نائب حالي.
- أسامة المناور – نائب سابق
- جمال العمر – نائب سابق.
- عبد الله المعيوف – نائب سابق.
- عمار العجمي – نائب سابق.
- محمد الجبري – نائب حالي، ووزير سابق.
- شيخة الجاسم – ناشطة كويتية.
- يعقوب الصانع – نائب ووزير سابق.
- خليل أبل – نائب حالي.
- يوسف الفضالة – نائب حالي.
- نواف الفزيع – نائب سابق.
- عبد الكريم الكندري – نائب حالي.
- عبد الله الكندري – نائب حالي.
- أحمد نبيل الفضل – نائب حالي.

### الدائرة الرابعة
- ثامر السويط – ممثل تشاورية الظفير، نائب حالي.
- مرزوق الخليفة – نائب سابق.
- سلطان اللغيصم – ممثل تشاورية شمر، نائب سابق.
- ماجد موسى المطيري – نائب سابق.
- مبارك الخرينج – نائب سابق.
- سعود بوصليب – ممثل تشاورية علوى من مطير.
- فايز غنام الجمهور – ممثل تشاورية أولاد علي من مطير، ابن نائب سابق.
- محمد هايف المطيري – نائب حالي.
- حسين مزيد – نائب سابق.
- سعد الخنفور – نائب حالي.
- علي الدقباسي – نائب حالي.
- نايف بن شرار المطيري – ممثل تشاورية العبادل من مطير.
- يوسف البذالي – ممثل تشاورية بني غانم.
- عبد الله فهاد العنزي – نائب حالي.
- محمد طنا العنزي – نائب سابق.
- مساعد العارضي – ممثل تشاورية واصل من مطير.
- أحمد الشريعان – نائب سابق.
- فرز الديحاني – ممثل تشاورية الدياحيين من مطير.
- مبارك الحجرف – ممثل تشاورية العجمان، نائب حالي.
- شعيب المويزري – نائب حالي، ووزير سابق.
- عسكر العنزي – نائب حالي.
- فراج العربيد – نائب حالي.
- خالد الشليمي – نائب سابق.
- فهيد الديحاني – لاعب رماية كويتي.

### الدائرة الخامسة
- الحميدي السبيعي – نائب حالي.
- بدر الداهوم العازمي – نائب سابق.
- فيصل الكندري – نائب حالي.
- ناصر الدوسري – ممثل تشاورية الدواسر، نائب حالي.
- ماجد مساعد المطيري – ممثل تشاورية مطير، نائب حالي.
- حمود مبرك العازمي – ممثل تشاورية العوازم.
- أحمد مطيع العازمي – ممثل تشاورية العوازم ونائب سابق.
- جابر المحيلبي – ممثل تشاورية العوازم ونائب سابق.
- مرزوق الحبيني – ممثل تشاورية العوازم ونائب سابق.
- نايف المرداس – نائب حالي.
- حمود الحمدان – نائب سابق.
- مبارك بن خجمه العجمي – ممثل تشاورية العجمان.
- خالد مؤنس العتيبي – ممثل تشاورية عتيبة، نائب حالي.
- الصيفي مبارك الصيفي – ممثل تشاورية العجمان، نائب سابق.
- حمود الخضير – ممثل تشاورية قحطان وبني هاجر، نائب حالي.
- حمدان العازمي – نائب حالي.
- محمد هادي الحويلة – ممثل تشاورية العجمان، نائب حالي.

### شطب المرشحين
في 11 نوفمبر 2020، أعلنت لجنة فحص طلبات الترشيح لعضوية مجلس الأمة بالتعاون مع وزارة الداخلية عن شطب 33 مُرشحًا واستبعاد آخر، ومن أبرزهم طلال عبد الحميد دشتي ويوسف الغربللي في الدائرة الأولى، وأنور الفكر في الدائرة الرابعة، وبدر الداهوم وعايض بوخوصة العتيبي وخالد النيف المطيري في الدائرة الخامسة لمُخالفتهم معايير الترشح، وبإمكان المشطوبين اللجوء إلى القضاء بدرجاته الثلاث للطعن بقرار الشطب. وفي 19 نوفمبر 2020، ألغت المحكمة الإدارية قرار اللجنة وأعادت كلاً من طلال عبد الحميد دشتي ويوسف الغربللي وعايض بوخوضة وخالد النيف المطيري إلى سجلات المُرشحين، بينما أيدت قرار شطب كلاً من أنور الفكر وبدر الداهوم. في 27 نوفمبر، حكمت محكمة الاستئناف بإلغاء حكم أول درجة وإعادة بدر الداهوم للترشح، بينما أيدت قرار الدرجة الأولى بالسماح ليوسف الغربللي وطلال عبد الحميد دشتي بالترشح، بينما شطبت كلاً من عايض بوخوصة، أنور الفكر، وخالد النيف المطيري. وفي 3 ديسمبر، أعلنت محكمة التمييز وهي الدرجة الأخيرة في درجات التقاضي عن حكمها بإعادة 13 مُرشح للانتخابات من بينهم بدر الداهوم، يوسف الغربللي وطلال عبد الحميد دشتي. مع استبعاد 4 مُرشحين آخرين من بينهم خالد النيف المطيري، أنور الفكر وعايض بوخوصة.

## النتائج
بدأ الاقتراع صباح يوم السبت المُوافق 5 ديسمبر في الساعة الثامنة صباحًا حتى الثامنة مساءً، وأُجريت عمليات الاقتراع وسط إجراءات صحية مُشددة، وبلغت نسبة المُشاركة 62%، وعاد فقط 19 نائبًا من مجلس 2016 مرة أخرى للمجلس، بينما فاز 31 مُرشحًا جديدًا. وشهدت النتائج غياب العُنصر النسائي وذلك للمرة الأولى في نظام الصوت الواحد.

### المرشحون الفائزون
| الدائرة الانتخابية                       | المرشح الفائز         | عدد الأصوات |
| ---------------------------------------- | --------------------- | ----------- |
| الدائرة الأولى (مجموع الناخبين: 56151)   | حسن جوهر              | 5849        |
| الدائرة الأولى (مجموع الناخبين: 56151)   | يوسف الغريب           | 5064        |
| الدائرة الأولى (مجموع الناخبين: 56151)   | أحمد الشحومي          | 4129        |
| الدائرة الأولى (مجموع الناخبين: 56151)   | حمد روح الدين         | 3783        |
| الدائرة الأولى (مجموع الناخبين: 56151)   | عيسى الكندري          | 3398        |
| الدائرة الأولى (مجموع الناخبين: 56151)   | علي عبد الرسول القطان | 3320        |
| الدائرة الأولى (مجموع الناخبين: 56151)   | عدنان عبد الصمد       | 3052        |
| الدائرة الأولى (مجموع الناخبين: 56151)   | عبد الله الطريجي      | 2472        |
| الدائرة الأولى (مجموع الناخبين: 56151)   | عبد الله المضف        | 2437        |
| الدائرة الأولى (مجموع الناخبين: 56151)   | أسامة الشاهين         | 2167        |
| الدائرة الثانية (مجموع الناخبين: 54463)  | مرزوق الغانم          | 5179        |
| الدائرة الثانية (مجموع الناخبين: 54463)  | محمد المطير           | 3456        |
| الدائرة الثانية (مجموع الناخبين: 54463)  | خليل الصالح           | 3117        |
| الدائرة الثانية (مجموع الناخبين: 54463)  | حمد المطر             | 2903        |
| الدائرة الثانية (مجموع الناخبين: 54463)  | سلمان الحليله         | 2866        |
| الدائرة الثانية (مجموع الناخبين: 54463)  | خالد عايد العنزي      | 2565        |
| الدائرة الثانية (مجموع الناخبين: 54463)  | بدر الحميدي           | 2534        |
| الدائرة الثانية (مجموع الناخبين: 54463)  | بدر الملا             | 2534        |
| الدائرة الثانية (مجموع الناخبين: 54463)  | حمد الهرشاني          | 2208        |
| الدائرة الثانية (مجموع الناخبين: 54463)  | أحمد الحمد            | 2195        |
| الدائرة الثالثة (مجموع الناخبين: 67627)  | عبد الكريم الكندري    | 5585        |
| الدائرة الثالثة (مجموع الناخبين: 67627)  | أسامة المناور         | 3858        |
| الدائرة الثالثة (مجموع الناخبين: 67627)  | مهند الساير           | 3568        |
| الدائرة الثالثة (مجموع الناخبين: 67627)  | هشام الصالح           | 3345        |
| الدائرة الثالثة (مجموع الناخبين: 67627)  | عبد العزيز الصقعبي    | 3340        |
| الدائرة الثالثة (مجموع الناخبين: 67627)  | يوسف الفضالة          | 2992        |
| الدائرة الثالثة (مجموع الناخبين: 67627)  | مبارك العرو           | 2982        |
| الدائرة الثالثة (مجموع الناخبين: 67627)  | سعدون حماد            | 2979        |
| الدائرة الثالثة (مجموع الناخبين: 67627)  | فارس العتيبي          | 2942        |
| الدائرة الثالثة (مجموع الناخبين: 67627)  | مهلهل المضف           | 2904        |
| الدائرة الرابعة (مجموع الناخبين: 103477) | شعيب المويزري         | 6200        |
| الدائرة الرابعة (مجموع الناخبين: 103477) | فايز غنام الجمهور     | 5774        |
| الدائرة الرابعة (مجموع الناخبين: 103477) | مساعد العارضي         | 5750        |
| الدائرة الرابعة (مجموع الناخبين: 103477) | محمد الراجحي          | 5198        |
| الدائرة الرابعة (مجموع الناخبين: 103477) | سعود بوصليب           | 5100        |
| الدائرة الرابعة (مجموع الناخبين: 103477) | ثامر السويط           | 4935        |
| الدائرة الرابعة (مجموع الناخبين: 103477) | مرزوق الخليفة         | 4760        |
| الدائرة الرابعة (مجموع الناخبين: 103477) | فرز الديحاني          | 4701        |
| الدائرة الرابعة (مجموع الناخبين: 103477) | سعد الخنفور           | 4520        |
| الدائرة الرابعة (مجموع الناخبين: 103477) | مبارك الحجرف          | 4422        |
| الدائرة الخامسة (مجموع الناخبين: 112413) | حمدان العازمي         | 8387        |
| الدائرة الخامسة (مجموع الناخبين: 112413) | بدر الداهوم           | 8371        |
| الدائرة الخامسة (مجموع الناخبين: 112413) | مبارك الخجمه          | 6801        |
| الدائرة الخامسة (مجموع الناخبين: 112413) | الصيفي مبارك الصيفي   | 6294        |
| الدائرة الخامسة (مجموع الناخبين: 112413) | خالد مؤنس العتيبي     | 5387        |
| الدائرة الخامسة (مجموع الناخبين: 112413) | حمود مبرك العازمي     | 5347        |
| الدائرة الخامسة (مجموع الناخبين: 112413) | صالح ذياب المطيري     | 5113        |
| الدائرة الخامسة (مجموع الناخبين: 112413) | ناصر الدوسري          | 4750        |
| الدائرة الخامسة (مجموع الناخبين: 112413) | محمد هادي الحويلة     | 4720        |
| الدائرة الخامسة (مجموع الناخبين: 112413) | أحمد مطيع العازمي     | 4651        |

### أبرز الخاسرين
أسماء أبرز الخاسرين في انتخابات مجلس الامة في الدوائر الخمس وهم أعضاء سابقين.
- عادل الدمخي
- يوسف الزلزلة
- صالح عاشور
- كامل العوضي
- صلاح خورشيد
- خالد الشطي
- غدير أسيري
- خلف دميثير
- عمر الطبطبائي
- رياض العدساني
- عودة الرويعي
- عمار العجمي
- محمد الجبري
- خليل أبل
- يعقوب الصانع
- عبد الله الكندري
- جمال العمر
- عبد الوهاب البابطين
- أحمد نبيل الفضل
- صفاء الهاشم
- محمد هايف
- عبد الله فهاد العنزي
- عسكر العنزي
- سلطان اللغيصم
- علي الدقباسي
- ماجد مساعد المطيري
- فيصل الكندري
- مرزوق الحبيني
- نايف المرداس
- جابر المحيلبي
- حمود الخضير
- الحميدي السبيعي

## الحملات الانتخابية
حسب دراسة ذكرتها جريدة اليوم السابع، فإن 45% من ميزانية إعلانات المرشحين سيكون محلها الجرائد، مقابل 20% للإنترنت، 18% للتلفاز، و17% لوسائل أخرى.

## التحليلات
توقعت جريدة الشاهد خسارة 17 من الأعضاء الحاليين لمقاعدهم نتيجة خسارتهم في فرعياتهم، وتوقعت فوز 8 نواب سابقين فقط بنسبة 75% فأكثر.

## الانتخابات التكميلية
في 14 أبريل 2021، أعلنت وزارة الداخلية الكويتية عن فتح باب الترشح لشغر مقعد بدر الداهوم ابتداءً من 15 أبريل حتى 24 أبريل 2021. وفي 24 أبريل، أُعلن بشكلٍ رسمي عن إغلاق باب الترشح للانتخابات التكميلية بتسجيل 35 مُرشحًا بينهم إمرأتان، وسيكون يوم الانتخاب بتاريخ 22 مايو 2021 وفق الضوابط والاشتراطات الصحية، وكان من أبرز المُرشحون النواب السابقون عبيد الوسمي وحماد الدوسري. وبعد إغلاق باب الترشح، أعلن عدة مُرشحون انسحابهم من السباق الانتخابي لمصلحة عبيد الوسمي. ورحب ما يُقارب 16 نائبًا عبر التويتر بخطوة الوسمي بالترشح للانتخابات. في 22 مايو 2021، أُعلنت نتائج الانتخابات التكميلية بحصول عبيد الوسمي على المركز الأول برصيد 43,810 صوت، وهو أعلى رقم في تاريخ الحياة السياسية بالكويت، بينما حصل أقرب منافسيه عجمي المتلقم على المركز الثاني برصيد 1,331 صوت.